# Sinagoga Kahal Zur Israel
A Sinagoga Kahal Zur Israel (em hebraico:  קהל צור ישראל, "Rocha de Israel") é uma sinagoga localizada na cidade do Recife, no estado de Pernambuco, no Brasil. Suas instalações compreendem hoje o Arquivo Histórico Judaico de Pernambuco, no bairro do Recife, no centro histórico da cidade. Foi a primeira sinagoga da América.

## Histórico
A Kahal Zur Israel (Congregação Rochedo de Israel) foi a primeira sinagoga das Américas. Funcionou em Pernambuco durante o período de dominação holandesa (1630 a 1657).
Durante esse período emigraram para o Recife milhares de judeus sefarditas de origem portuguesa, refugiados nos Países Baixos, que vieram para a então colônia holandesa atraídos pela liberdade de culto religioso. Seu primeiro rabino foi o luso-holandês Isaac Aboab da Fonseca (1605-1693) que chegou ao Recife em 1641 e ficou por lá durante 13 anos. Derrotados na Batalha dos Guararapes, fruto da Insurreição Pernambucana, as famílias judias retornaram para a Holanda a bordo do navio Valk. O desembarque ocorreu em Nova Amsterdã, atual Nova York, onde os judeus formaram a Congregação Shearith Israel, a primeira comunidade judaica da América do Norte.
O material arqueológico datado do século XVII, foi recentemente identificado pelo Iphan e pela Universidade Federal de Pernambuco (UFPE). Como comprovação da existência e funcionamento da Congregação, foi identificada a construção de uma piscina com sete degraus — um "mikvê" — utilizada em rituais de banho de purificação. A fachada do prédio data do século XIX e, atualmente, abriga o Arquivo Histórico Judaico de Pernambuco.
Os primeiros judeus chegados à cidade norte-americana de Nova Iorque, fundadores da primeira sinagoga local, eram refugiados do Recife e membros da sinagoga Kahal Zur Israel.

## Fuga para América Central e América do Norte
Com a rendição dos exércitos holandeses, em 27 de janeiro de 1654, uma população de cerca de 400 judeus residentes no Recife teve “o prazo de três meses para liquidar seus negócios e abandonar o país.
Os súditos holandeses, porém, que quisessem permanecer com os seus negócios e propriedades, no Brasil, teriam o mesmo tratamento dos estrangeiros residentes em Portugal.
Como o prazo dado era por demais diminuto, a população judia, particularmente os cristãos-novos convertidos do judaísmo ao cristianismo, passou a temer os castigos do Tribunal da Inquisição. O governador português, Francisco Barreto de Menezes, em sua proclamação de 7 de abril, somente admitia a prorrogação da permanência daqueles judeus que nunca haviam sido batizados, “os judeus que anteriormente haviam sido cristãos, estavam sujeitos à Santa Inquisição, um assunto em que não podia interferir”. No dia seguinte à proclamação, “um grupo de judeus solicitou, com êxito, às autoridades holandesas, uma provisão de alimentos suficiente para viajar à França no navio português São Francisco, tendo em conta que se tratava aproximadamente de 150 pessoas”.
Tomados de medo e de pavor, cerca de 400 judeus ganharam novamente o oceano em busca dos Países Baixos e, porque lá não encontraram meios de subsistência, outra vez retornaram ao Novo Mundo estabelecendo novas comunidades no Caribe - Martinica, Barbados, Curaçau, Jamaica, onde se dedicaram à indústria do açúcar, fundando novos engenhos e cultivando as mudas de cana que haviam importado de Pernambuco, bem como a cultura do fumo, estabelecendo-se outros na América do Norte, que, na época, iniciava a colonização da Nova Amsterdã (Nova York).
Conta o chaham de Amsterdã, Saul Levi Mortera, pouco antes do seu falecimento em 1660, no manuscrito a Providencia de Dios con Israel, a curiosa saga de um grupo de judeus saídos do Recife: "Dois passageiros do navio Valk tiveram o seu barco tomado por espanhóis que os ameaçavam de entregá-los à Inquisição. Na Jamaica, porém, foram os judeus libertados pelos franceses e, com eles, rumaram em direção à Nova Amsterdã, a bordo do barco Sainte Catherine".
Desse grupo, 23 judeus, entre homens, mulheres e crianças, já se encontravam na Nova Amsterdã em setembro de 1654, fundando assim a primeira comunidade judaica daquela que veio a ser a cidade de Nova Iorque.
Em 1954, por ocasião do terceiro centenário da chegada dos primeiros judeus a Nova Iorque, o local do desembarque foi assinalado com marco em pedra colocado pelas autoridades estaduais, com os dizeres (em tradução):
“Erguido pelo Estado de Nova York em homenagem à memória dos vinte e três homens, mulheres e crianças que aqui desembarcaram em setembro de 1654 e fundaram a primeira comunidade judaica da América do Norte”.
Estudando o tema, o historiador Arnold Wiznitzer nos dá informes preciosos em seu livro:
“A maioria de quase cento e cinquenta famílias judaicas que partiram do Brasil - Holandês se destinava à Holanda. Dali, algumas delas eventualmente voltaram ao Novo Mundo para fundar novas comunidades judaicas na região do Caribe. Algumas foram de Amsterdã para a Inglaterra, outras para a América do Norte. Algumas tiveram de enfrentar grandes dificuldades em suas viagens. Os ocupantes de pelo menos dois navios caíram nas mãos do inimigo, logo depois que deixaram o Brasil. Um manuscrito não publicado, escrito pelo principal chaham (rabino) de Amsterdã, Saul Levi Morteira (m. 1660), relata que um dentre os dezessete navios portugueses cedidos por Barreto foi capturado pelos espanhóis, que queriam entregar os pobres judeus à Inquisição. Entretanto, antes que pudessem realizar suas más intenções, o Senhor fez com que aparecesse em cena um navio francês que libertou os judeus dos espanhóis e os conduziu a salvo para a Flórida ou para as novas Terras Baixas, de onde partiram em paz para a Holanda”
Um segundo grupo foi detido na ilha de Jamaica pelos espanhóis e, parece que em novembro de 1654 ainda estava lá, ocasião em que representantes dos judeus de Amsterdã intercederam em favor das pessoas da nação judaico-portuguesa que partiram do Recife na fragata Valk. Sua petição solicitava que os cônsules holandeses de Cádis e San Sebastian interviessem junto ao Rei de Espanha a fim de rogar a libertação dos prisioneiros judeus-brasileiros. O governo holandês deferiu imediatamente o pedido dos judeus, e no mesmo dia escreveu aos cônsules declarando, entre outras coisas, que considerava muito sério esse caso.
“Desse grupo, vinte e três (23) tiveram melhor sorte: o mais antigo volume existente dos relatórios da cidade de Nova Iorque mostra que já em setembro de 1654 havia em Nova Amsterdã vinte e três (23) refugiados do Brasil, todos chegados do Cabo de San Antonio, Cuba, no barco Sainte Catherine. As circunstâncias que rodearam a sua partida do Recife no navio Valk, sua libertação dos espanhóis na Jamaica e sua eventual chegada em a Nova Amsterdã na companhia de um grupo de calvinistas holandeses foram ventiladas em outro livro do autor 5. Entre esses vinte e três (23) adultos e crianças, identificamos três homens citados no relatório da cidade como pessoas que assinaram o livro de atas da Congregação Zur Israel do Recife, no ano de 1648: Abraham Israel, David Israel e Mose Lumbroso.
O Rosh Hashanah (ano novo judaico), no ano de 5415, caiu em 12 de setembro, e os adultos entre esses judeus, juntos com muitos outros que já estavam em a Nova Amsterdã, bem podiam ter dirigido nesse dia o primeiro dos cultos divinos a realizar-se na Ilha de Manhattan. Esses vinte e três judeus, refugiados do Brasil, foram os fundadores da primeira comunidade judaica de Nova York.
Antes desse grupo, segundo relata José Antônio Gonsalves de Mello, já se encontrava em terras da Nova Amsterdã o judeu ashquenazita Jacob Barsimson - deve ser Jacob bar Simson, cujo nome aparece mencionado em documento do Recife, em 31 de março de 1647 (Dag. Notulen).
Fora ele o primeiro judeu a se fixar na que viria a ser a cidade de Nova York, para onde se transferiu através da Holanda. A informação é acrescida por Günter Böhm, salientando que Barsimson, depois do seu regresso do Brasil, saiu da Holanda a bordo do navio Pereboom, tendo aportado na Nova Amsterdã (depois Nova York) em 8 de julho de 1654, um pouco antes da chegada dos 23 judeus vindos do Recife.
Segundo comprovação de pesquisas junto ao arquivo do cemitério da Kahal Kadosh Shearith Israel, ou seja, Santa Congregação “O Remanescente de Israel”, daquela cidade, membros da Congregação Zur Israel do Recife aparecem em documentos da época. Um deles, Benjamin Bueno de Mesquita, um dos 172 subscritores do Haskamot, firmado no Recife em 30 de novembro de 1648, ali falecido em 1683, tem a sua lousa tumular preservada naquele cemitério.

## Galeria

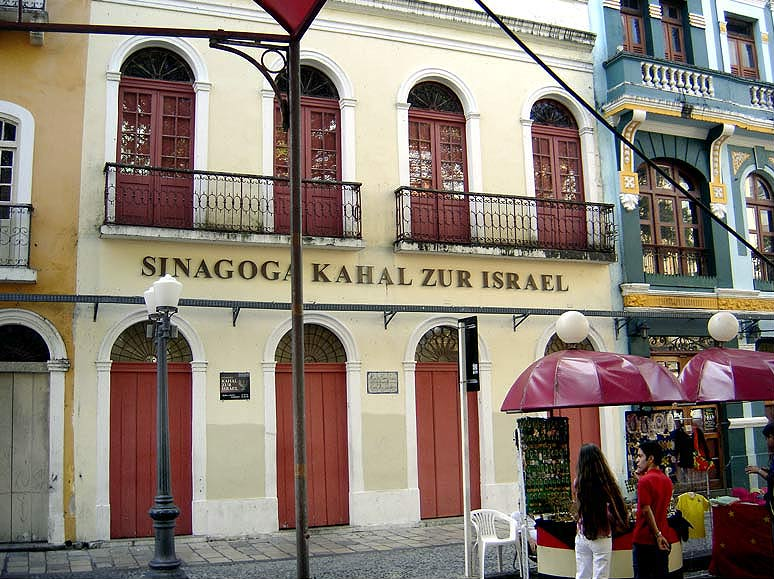
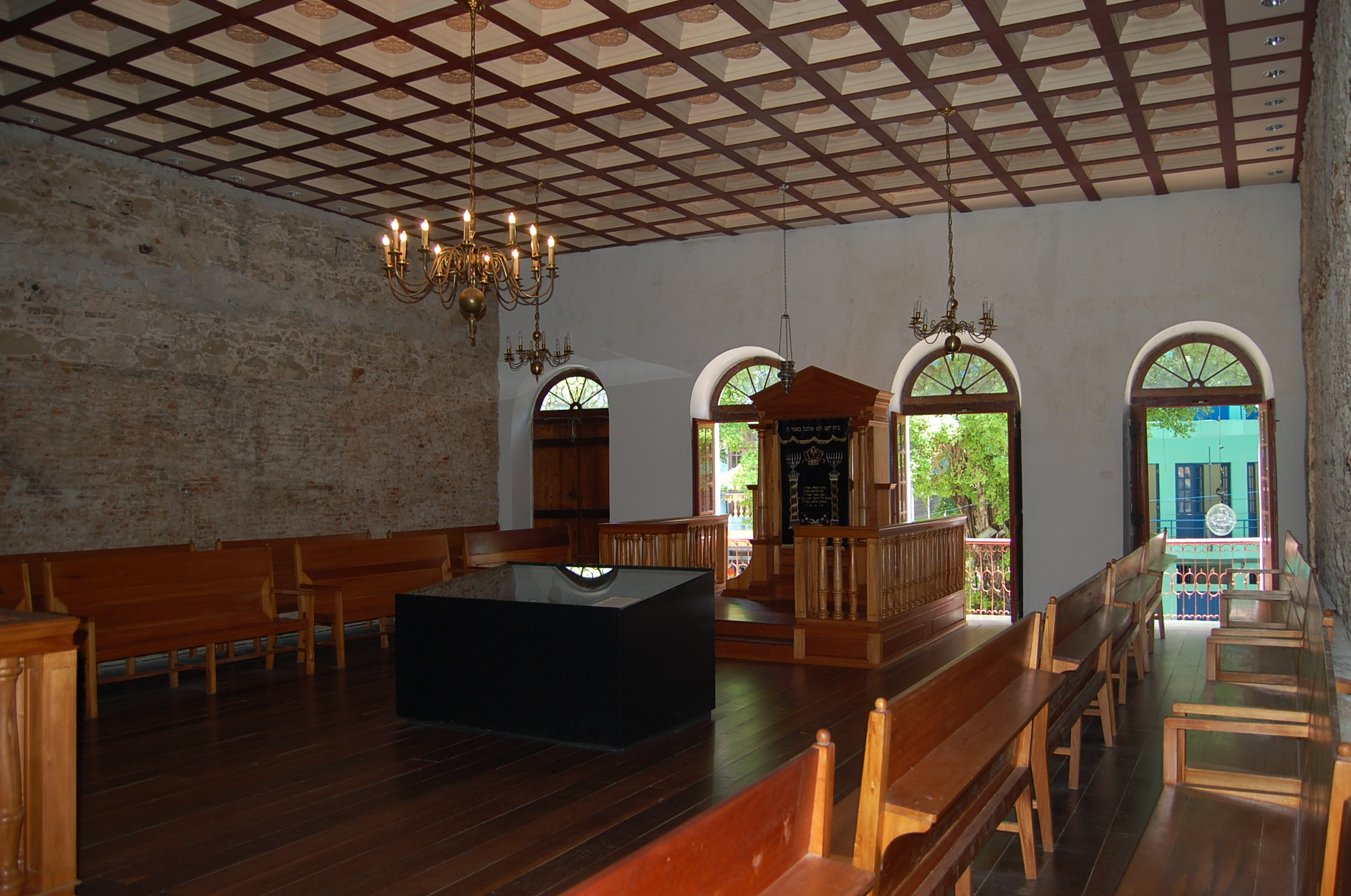
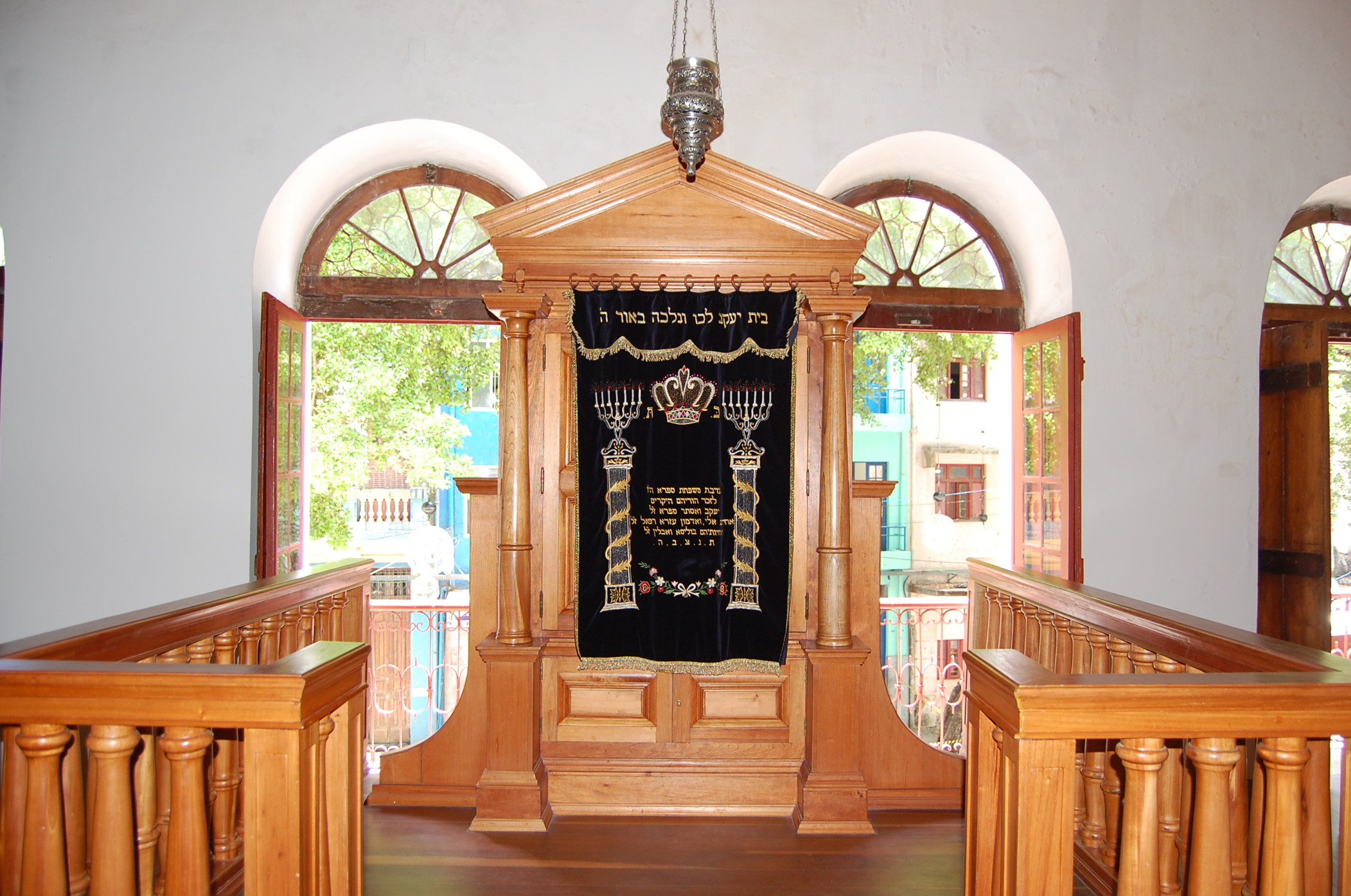